# O Deus Que Faz
O Deus que Faz é o quarto álbum de estúdio da cantora de Damares, lançado em 2004. Sendo o início da parceria da cantora com o produtor e maestro Melk Carvalhedo, que produziu e fez os arranjos musicais do disco.
O disco vendeu mais de cem mil cópias, sendo certificado disco de ouro duplo por suas vendagens. 

## Faixas
| N.º | Título                 | Compositor(es)                  | Duração |  |
| 1.  | "O Deus que Faz"       | Cláudio e Waldson (Os Galileus) | 6:32    |  |
| 2.  | "É Incomparável"       | Marcos J. Rodrigues             | 4:48    |  |
| 3.  | "Deus Tremendo"        | Rick e Ruan                     | 3:32    |  |
| 4.  | "Recuar Jamais"        | Rick e Ruan                     | 4:15    |  |
| 5.  | "Dono da Vida"         | Marcos J. Rodrigues             | 5:17    |  |
| 6.  | "Deus Vai Reconstruir" | Edmar Santana                   | 4:19    |  |
| 7.  | "Onde Deus Está"       | Nilton Cézar                    | 3:58    |  |
| 8.  | "Viver na Unção"       | Rick e Ruan                     | 4:36    |  |
| 9.  | "Qual é o Nome"        | Marcos J. Rodrigues             | 3:04    |  |
| 10. | "A Grande Festa"       | Geraldo Souza                   | 3:50    |  |